# Proclitus edwardsi
Proclitus edwardsi är en stekelart som beskrevs av Per Abraham Roman 1923. Proclitus edwardsi ingår i släktet Proclitus och familjen brokparasitsteklar. Inga underarter finns listade i Catalogue of Life.